# هوبوکن (آلاباما)
هوبوکن (به انگلیسی: Hoboken) یک منطقهٔ مسکونی در ایالات متحده آمریکا است که در شهرستان مرنگو، آلاباما واقع شده‌است. هوبوکن ۷۵٫۹ متر بالاتر از سطح دریا واقع شده‌است.